# Sonia Gaskell
Pour les articles homonymes, voir Gaskell.
Sara Gaskelyte connue comme Sonia Gaskell est une danseuse, chorégraphe et pédagogue lituanienne et néerlandaise née à Vilkaviškis (Empire russe) le 14 avril 1904 et morte à Bourg-la-Reine le 9 juillet 1974,.

## Biographie
Sara Gaskelyte est la fille de Solomon Gaskelyte, marchand de céréales, et d'Anna Karnovsky. Elle est née à Vilkaviškis, dans l'Empire russe, maintenant situé en Lituanie, de parents juifs russes. Elle étudie d'abord le ballet à Kharkov, en Ukraine.
Elle quitte la Russie très jeune pour échapper aux pogroms russes contre les juifs. En 1921, elle arrive en Palestine et  travaille  au nouveau kibboutz Eïn-Harod.
En 1924, elle quitte la Palestine avec son mari Abraham Goldenson, et se rend à Paris où elle prend des cours de danse avec Lioubov Iegorova et Léo Staats. Gaskell prétend avoir dansé avec les ballets russes de  Diaghilev, mais cela n'a jamais été confirmé. En revanche, elle se produit dans des boîtes de nuit et au Casino de Paris. En 1933, elle réalise avec une amie un numéro acrobatique, sous le nom d'Ariane et Arielle, avec lequel elles se produisent au casino de Palavas-les-Flots, aux Echoliers à Paris. En 1936, elle ouvre sa propre école de ballet sur les Champs Élysées : « Les ballets de Paris », qu'elle anime jusqu'en 1939, date à laquelle elle s'installe à Amsterdam avec son second mari, le Néerlandais Heini Bauchhenss.
Ayant des problèmes de santé, elle arrête de danser pour se consacrer à l'enseignement. Elle se cache des nazis pendant toute la Seconde Guerre mondiale, mais en continuant toujours  d'enseigner. Après la Seconde Guerre mondiale, elle fonde Studio '45 avec Lili Green. En 1949, Sonia Gaskell forme sa première compagnie, Ballet Recital.
En 1958, elle fonde le Nederlands Ballet à La Haye. Benjamin Harkarvy (en) et Karel Shook en sont les maîtres de ballet avec Abdurahman Kumysnikov (ru). En 1959, le Ballet der Lage Lander fusionne avec le Ballet de l'Opéra d'Amsterdam et, en 1961, l'Amsterdam Ballet et le Nederlands Ballet fusionnent, après une longue et quelque peu désagréable « guerre du ballet », pour former le National Ballet. Deux leaders artistiques, Sonia Gaskell et Mascha ter Weeme, sont nommés. Les grandes divergences de politique artistique font partir Mascha ter Weeme au bout d'une saison, et Sonia Gaskell en devient l'unique directrice,,.
Le Nationale Ballet couvre tous les types de ballet ; Sonia Gaskell ajoute de nouveaux ballets pour constituer un répertoire unique au monde. On y retrouve alors tous les grands classiques du XXe siècle. La forte personnalité de Sonia Gaskell entraîne parfois des conflits au sein de la compagnie, qui entraînent le départ de Benjamin Harkarvy (en) et de certains des meilleurs solistes, tels que Willy de la Bije, Jaap Flier (en) et Aart Verstegen.
En 1968, Sonia Gaskell commence à jouer un rôle moins actif dans l'administration de la compagnie, la partageant avec Rudi van Dantzig et le maître de ballet et chorégraphe belge Robert Kaesen ; bientôt ils prennent complètement la relève .
Gaskell prend sa retraite de directrice en 1969, puis siège au conseil d'administration de l'UNESCO et travaille pour des productions télévisées.
Les élèves de Gaskell sont entre autres Audrey Hepburn, et les chorégraphes Hans van Manen et Rudi van Dantzig,,.

## Vie privée
Elle se marie deux fois, de 1922 à 1936 environ avec le mathématicien Abraham Goldenson, dont elle divorce, et en 1939 avec l'architecte d'intérieur Philipp Heinrich Bauchhenss (1894-1948). Elle n'a pas d'enfants.